# El Mirón
El Mirón ist ein zentralspanisches Bergdorf und eine Gemeinde (municipio) mit 98 Einwohnern (Stand: 2024) im Südwesten der Provinz Ávila in der Autonomen Gemeinschaft Kastilien-León. Zur Gemeinde gehört auch der Weiler (pedanía) Aldealabad del Mirón.

## Lage und Klima
Der Ort El Mirón liegt auf der Nordseite der knapp 2600 m hohen Sierra de Gredos in einer Höhe von ca. 1235 m. Die Provinzhauptstadt Ávila ist ca. 80 km (Fahrtstrecke) in südlicher Richtung entfernt; die nahegelegene Kleinstadt Piedrahíta liegt nur knapp 15 km in südöstlicher Richtung. Das Klima im Winter ist kühl, im Sommer dagegen trotz der Höhenlage durchaus warm; Niederschläge – manchmal auch in Form von Schnee – (ca. 525 mm/Jahr) fallen überwiegend im Winterhalbjahr.

## Bevölkerungsentwicklung
| Jahr      | 1857 | 1900 | 1950 | 2000 | 2017 |
| Einwohner | 468  | 590  | 786  | 248  | 124  |

Der seit der Mitte des 20. Jahrhunderts festzustellende enorme Bevölkerungsrückgang (Landflucht) ist im Wesentlichen auf die Mechanisierung der Landwirtschaft, die Aufgabe von bäuerlichen Kleinbetrieben und den damit einhergehenden Verlust an Arbeitsplätzen zurückzuführen.

## Wirtschaft
Die Landwirtschaft (insbesondere die Viehzucht) spielt traditionell die wichtigste Rolle im früher auf Selbstversorgung basierenden Wirtschaftsleben der Gemeinde. Im Winterhalbjahr wurden früher Schafwolle gesponnen und gewebt. Seit den letzten Jahrzehnten des 20. Jahrhunderts sind Einnahmen aus dem Tourismus in Form der Vermietung von Ferienwohnungen (casas rurales) hinzugekommen.

## Geschichte
Im ersten Jahrtausend v. Chr. gehörte das Gemeindegebiet zum Siedlungsgebiet der keltischen Vettonen. Römische, westgotische und selbst arabisch-maurische Spuren fehlen. Im 10. und 11. Jahrhundert wurde die Region von den leonesischen Königen wahrscheinlich mehr oder weniger kampflos zurückerobert (reconquista) und anschließend neu oder wieder besiedelt (repoblación).

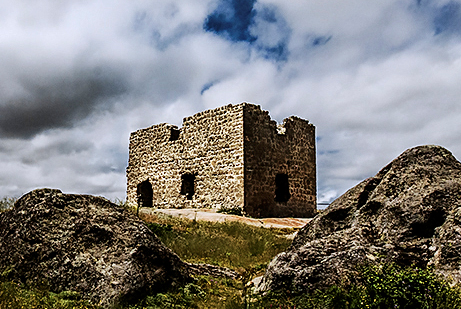
El Mirón – Castillo

## Sehenswürdigkeiten
- Obwohl die mauerumgebene Burg manchmal auch Castillo de los Moros („Maurenburg“) genannt wird, weist ihr Mauerwerk aus regelmäßigen Steinlagen eindeutig auf einen christlich-mittelalterlichen Ursprung hin.[4]
- Die Kirche San Pedro Apóstol ist ein dreischiffiger Bau aus exakt behauenen Steinen aus dem 16. Jahrhundert. Sie verfügt über eine säulengestützte Vorhalle (portico) auf der Nordseite. Die drei Kirchenschiffe werden von einer teilweise bemalten Artesonado-Decke überspannt; im Osten stehen drei imposante barocke Schnitzaltäre.[5]
- Eine Gerichtssäule (rollo) mit einem kreuzförmigen, aber in alle vier Himmelsrichtungen ausgreifenden Kapitell befindet sich auf der Südseite der Kirche.